# Uhagonia depressa
Uhagonia depressa är en insektsart som beskrevs av Vitaly Michailovitsh Dirsh 1963. Uhagonia depressa ingår i släktet Uhagonia och familjen Pyrgomorphidae. Inga underarter finns listade i Catalogue of Life.